# Championnat de France de football américain 2004
Navigation
Saison 2003 Saison 2005
La saison 2004 du casque de diamant est la 23e saison du championnat de France de football américain.
Elle voit le sacre des Spartiates d'Amiens.

## Classement général
| Qualifié en play-offs |

| Poule unique          |      |      |      |     |          |            |
| Club                  | Vic. | Nuls | Déf. | Pts | Pts pour | Pts contre |
| Spartiates d'Amiens   | 9    | 1    | 0    | 29  | 314      | 93         |
| Argonautes d'Aix      | 6    | 1    | 3    | 23  | 220      | 171        |
| Templiers 78          | 6    | 0    | 4    | 22  | 146      | 190        |
| Flash de La Courneuve | 5    | 0    | 5    | 20  | 170      | 162        |
| Cougars de Saint-Ouen | 2    | 0    | 8    | 14  | 128      | 216        |
| Molosses d'Asnières   | 1    | 0    | 9    | 12  | 72       | 218        |

## Play-offs

### Demi-finale
- 6 juin : Argonautes d'Aix-en-Provence 39-26 Templiers 78
- 6 juin : Spartiates d'Amiens 36-21 Flash de La Courneuve

### Finale
- 19 juin : Spartiates d'Amiens 41-31 Argonautes d'Aix-en-Provence, au Stade Marville de La Courneuve devant plus de 4000 spectateurs